# Comprised of
Comprised ofは、英語で「～で構成されている」という意味の表現である。ケンブリッジ英英辞典、コリンズ英語辞典、オックスフォードオンライン辞典では、"comprised of" を標準的な英語表現としている。
文章や会話では一般的に使われているが、一部の言語の専門家はこの語句を正しくないと見なしている。彼らはcomprise単体ですでに「～で構成される」を意味していると主張している。2015年頃、あるウィキペディア編集者が、この語句をWikipediaのあらゆる記事から削除しようと努力している様子がメディアで報じられた（後述）。
同義の言い回しとしては、「composed of」、「consists of」、「comprises」などがある。

## 使用
"Comprised of "は、今日の間違いなく最も一般的な意味で、18世紀初頭から使われている。 以下にいくつかの例を示す（該当個所は強調されている）。
- "For so tho' a Triangle in the most simple and precise Conception of it be only a Figure comprised of three right Lines, yet these three Lines will necessarily make three Angles, and these three Angles will be equal to two right ones, &c." (1704)[6][7]
- "Not Punch, nor salmagundi, nor any other Drink or Meat, of more repugnant Compounds, can be comprised of more contrary Ingredients, nor work more different Effects in the various Minds of Men and Women, than that sublime! groveling! joyful! melancholy! flourishing! ruinous! happy! distracting! whimsical, and unaccountable, tame, mad Monster, Love!" (1752)[8]
- "The supper having been removed, and nothing but the dessert, which is comprised of the choisest  fruits, and confectionary   in all its various forms and claſſes remaining, the party stand prepared for the attack ..." (1818)[9]
- "So the younger division of the party, comprised of Nellie Cahill and Edith Paulton, fell to the rear, and the other division kept the front." (1886)[10]
- "I started another sketch on the strength of this statement, but feeling a bit dubious over his assertion that the one tree was comprised of a whole row, I tackled the 'oldest inhabitant,' an ancient and pensioned park-keeper, who luckily hove in sight." (1902)[11]
- "The body-covering of birds is, without exception, comprised of feathers, and by this character alone birds may be distinguished from all other animals." (1911)[12]

著名な小説家、知識人、エッセイストの作品には、"comprised of" が含まれている。
- "The mining towns are comprised of the sudden erections which sprung from the finding of gold in the neighbourhood, and are generally surrounded by thick forest.” アントニー・トロロープ, 1873[13]
- “One element of the immediate feelings of the concrescent subject is comprised of the anticipatory feelings of the transcendent future in its relation to the immediate fact.” アルフレッド・ノース・ホワイトヘッド 1929[14]
- “There is a dead nerveless area on the Left, comprised of the old sense of paralysis before the horror of the gas chamber.” ノーマン・メイラー, 1968[15]
- ”The dualism to which Sartre refers is that of the unconscious id, which is wholly comprised of the instinctual drives, and the conscious ego.” ライオネル・トリリング, 1972[16]
- ”The book is comprised of a few of the innumerable letters, statements, speeches and articles delivered by me since 1963.” バートランド・ラッセル, 1967[17]
- ”’The Auroras of Autumn’ is comprised of ten sections, each of unrhymed tercets.” ハロルド・ブルーム, 2003[18]
- "I never set out to 'write' a memoir — the book called 'A Widow’s Story' is comprised of journal entries from Feb. 11, 2008, through Aug. 29, 2008." ジョイス・キャロル・オーツ, 2011[19]
- ”The House of the Spirits is, or rather retrospectively it became, the last of a trilogy that is comprised of itself, preceded by Daughter of Fortune and Portrait in Sepia.” クリストファー・ヒッチェンズ, 2011[20]

最近の例では、メリアム・ウェブスター辞典が「about 8 percent of our military forces are comprised of women」という文をジミー・カーター元米国大統領の言葉として掲載している。
ワシントン・ポスト、ザ・ニューヨーカー、アトランティック、ニューヨーク・タイムズなどの新聞でも使用されている。

### 米国の特許での使用
"Comprised of" は、米国特許では「少なくとも～から構成される」という意味の移行句として使用されている。これは、"comprises" のあまり一般的ではない形式である。2007年の時点で、134,000件の米国特許に "comprised of" の文言が含まれている。

### 米国の法律での使用
法律用語の文脈では、アメリカの辞書編集者ブライアン・A・ガーナーは、「"is comprised of" という語句は常に間違っており、"is composed of" か "comprises" のどちらかに置き換えるべきである」と書いている（アメリカの言語学者マーク・リバーマンは、合衆国法典には「"comprised of" の例が約1,880件も含まれているようで、それらを変更するには多くの議会活動が必要になる」と指摘している）。

## 構文論
Compriseは動詞であるものの、comprised は、of が頭に付く前置詞句を補語にとると形容詞である。動詞comprise（もちろん前置詞や過去分詞のcomprisedも含む）と形容詞comprisedの違いは、おそらくcompose(d) の例で最も簡単に理解できるだろう。
この話題を扱う際には、ほとんどの場合、is composed ofとis compised ofを受動態として誤って話しています。これらは受動態ではありません。音楽的・文学的な意味でのcomposeには受動態がありますが（例文: The Moonlight Sonata was composed by Beethoven）、部分/全体の意味では受動態がありません。誰も *Brass is composed by copper and zinc とは言いません。その代わり、Brass is composed of copper and zincとなり、理解されるby-フレーズはありません。
具体的には、"comprised of" 内のcomprisedは、「分詞形容詞」である。
英語には、ofで始まる前置詞句を補語にする形容詞が数多くある。一般的な例としては、afraid（"He's afraid of spiders"）、aware（"They were aware of the dangers"）、convinced（"They became convinced of their strength"）などがある。
動詞から形容詞への品詞転換の過程で、補語が変わることがある。動詞のcompriseはofで始まる前置詞句を必要としない。その意味はさておき、*"The book comprises of a hundred pages" は非文法的である。しかし、形容詞のcomprisedはofを必要とする：*"The book is comprised a hundred pages "も*"The book is comprised "も非文法的である。文法的には、これは動詞composeから形容詞composedへの品詞転換の様式である（ただし、意味的には問題はより複雑である）。 しかし、"The book comprises a hundred pages" という文は非文法的でも同語反復的でもない。

### マレーシア英語
マレーシア英語では、形容詞のcomprisedだけでなく、動詞のcompriseもofで始まる前置詞句を取ることができる。例: "According to our analysis, the voters comprise of 297 Malays, 469 Chinese, 39 Indians and four from other races"。

## 意味論
オックスフォード英語辞典（OED）によると、compriseという動詞は様々な意味で使われてきたようである。最も古い使用例（1423年）では、「手に取る、取る、捕まえる、つかむ」という意味で使われていたようだが、この意味は現在では廃れている。この単語はフランス語のcomprendre（それ自体はラテン語から来ている）に由来している。しかし、OEDはcompriseの理解に関連したすべての意味を廃れさせてはいないが、その最新の例は1850年代のものである。OEDでは第4の意味として、1481年に初めて登場した "Of things material: To contain, as parts making the whole, to consist of (the parts specified) " が紹介されている（ただし、「この単語が出てくる初期の文章は曖昧なものが多く、正確な意味を集めるのは難しい」と記されている）。20世紀から21世紀にかけての英語では、部分/全体という意味が圧倒的に重要になっている。以下の2つが例示されている。
1. "The committee comprises three judges."
2. %"Three judges comprise the committee".[注釈 5]

前者は議論の余地がない。後者はあまり一般的ではなく、議論の余地がある。これはcomposeの何世紀も昔に流行ったマラプロピズムの結果かもしれない。OEDではcompriseの使用8.bを "To constitute, make up, compose" とし、1794年まで遡っている。著名な作家（例えばチャールズ・ディケンズ）もこれを使用している。
"The committee is composed of three judges" と言うこともできるし、"Three judges compose the committee" と言うこともできる。前者は受動節ではないが（前述の「構文論節」で説明したとおり）、意味的には受動節のように振る舞う。
しかし、最も一般的な（そして論争のない）compriseの意味では、comprise(d)について平行対は不可能である。代わりに可能なのは、%"The committee is comprised of three judges "と%"Three judges comprise the committee "の対で、どちらも議論の余地がある（標準英語の母語話者で、*"Three judges are comprised of the committee" を受け入れる人はほとんどいないだろう）。

## 評価
"Comprised of "はしばしば非推奨とされる。The Blue Book of Grammar and Punctuationの著者は、compriseという単語自体がすでに「～で構成される」という意味を持っているため、"comprised of" は決して正しくないと述べている。CliffsNotesは「"is comprised of" というフレーズを使ってはいけない」と述べているが、その理由は説明していない。
"Comprised of" というフレーズはここ数十年に受け入れられてきた。1960年代には、アメリカン・ヘリテッジ英語辞典の用法小委員会に所属する執筆者や編集者の53%が "comprised of" を受け入れられないと回答していた。しかし、1996年には、この割合は35%に減少し、2011年には、用法小委員会の委員のうち、"comprised of" の使用に反対したのは32%だけであった。
デラウェア大学のジャーナリズムおよび英語学の教授のベン・ヤゴダは、「7つの注意すべき文法規則」の1つとして、「comprised ofを使ってはいけない。代わりにcomposed of/made up ofを使え」と述べている。
イギリスの新聞ガーディアンとオブザーバーのスタイルガイドでは、「このようなことに関心のある人々から哀れみと軽蔑が混じったような目で見られたくなければ、（comprise、consist、compose、constituteに関して）避けるべきなのは、"comprised of" である」としている。 ロイターのスタイルガイドでも、IBMのスタイルガイドと同様に、このフレーズを使用しないように勧告されている。
サイモン・ヘファーは、著書『Strictly English』での短い警告を、『Simply English』ではより長い警告に変えて詳しく説明している。「1冊の本が15の章を含む（comprise）ことはあっても、それらで含まれている（comprised of）わけではない。そのようなことを言ったり書いたりする人は、composed ofと混同している。もう一つの正しい言い方は、その本が『15の章から構成されている（constituted of）』とか、『15の章がその本を構成している（constituted）』と言うことである」（なお、ヘファー自身も "comprised of" を使用している一人である）。
いくつかのの用法集は、評判の高い辞書で推奨されていない用法が登場しているにもかかわらず（「意味論」を参照）、compriseの意味について読者に警告しているが、"comprised of" については言及していない。これらには、GowersとFraserのThe Complete Plain Wordsやエコノミストやタイムズのスタイルガイドなどが含まれる。その他の用法集では、"comprised of" や "comprised" に関するコメントはない。オックスフォード英語辞典は、他の単語の特定の用法が軽視されていることを指摘しているが、"comprised of"（"To be composed of, to consist of" と説明している）の許容性については言及していない。
"Comprised of" があからさまに擁護されることはあまりない。しかし、ハーバード大学の心理学教授であるスティーブン・ピンカーは "comprised of" の非推奨を「安全に無視できる数少ない心配性の法令」の1つと見なしている。オリバー・カムは、能動態で使用される動詞compriseとともに、この言葉を擁護している：「Merriam-Websterは、この論争されている用法が1世紀以上前から存在していると観察しています。議論のある用法の能動態版はさらに古い。どちらも文脈上不明確ではなく、どちらも正当なものです。」。逆に、エディンバラ大学の言語学教授であるジェフリー・K・プラムは、「compriseを本来の意味に限定する命令には喜んで従うが、逆の意味を支持する理由は何もありません。曖昧さや自己反意性を助長することに美徳はありません。ある抽象的なXがYを構成していると言っているのか、それともYで構成されていると言っているのか、曖昧さが生じるのは案外簡単なことなのです。」。

## 変種
オックスフォード辞書によれば、関連する構文 "x comprises of y and z" は正しくないと見なされる。

## Wikipediaからの除去
2015年、Backchannelを始めとする多くのメディアが、ウィキペディアの編集者であるブライアン・"Giraffedata"・ヘンダーソンがオンライン百科事典から "comprised of" の多くの例を手作業で削除したことを報じた。正しさに対して独自に取り組んだ努力として賞賛する報道もあったが、文法的に見当違いとして批判するメディアもあった。ジェフリー・プラムは、この編集者の「明確化の使命が成功するのは喜ばしいことだが、私は成功に金を賭けることはしないだろう」と述べ、この原則に賛同すると同時にその実用性に疑問を呈した。言語学者のジェフリー・ナンバーグはこのフレーズの使用に対する編集者の継続的な「ジハード」を「衒学者の否認の例」と表現し、非論理的であるにもかかわらずWikipediaコミュニティは「彼のやり方に任せることを甘受している」と述べている。